# Bon Iver
Bon Iver er et amerikansk indiefolk-band startet i 2007, som et enmandsband af Justin Vernon. Senere er  Michael Noyce, Sean Carey og Matthew McCaughan kommet til. Navnet  Bon Iver spiller på det franske "bon hiver", som betyder "God vinter" og udtales 'bon-eevair'.
Vernon udgav selv Bon Ivers første album For Emma, Forever Ago i 2008. Hovedparten af albummet er optaget i en jagthytte i Wisconsin. Bon Iver udgav senere i 2009 ep'en Blood Bank.
Bon Iver vandt i 2012 Grammy Award for Bedste nye artist og for Bedste arternative musikalbum for deres album Bon Iver, Bon Iver.

## Diskografi

### Studiealbum
- Sable, Fable (2025)
- I, i (Jagjaguwar, 2019)
- 22, A Million (Jagjaguwar, 2016)
- Bon Iver, Bon Iver (Jagjaguwar, 2011)
- For Emma, Forever Ago (Jagjaguwar, 2008)

### Ep'er
- Blood Bank (Jagjaguwar, 2009)

### Singler
- " 22/10" (Jagjaguwar, 2016)
- "Fall Creek Boys"  (James Blake & Bon Iver) (Polydor UK, 2011)
- "Calgary" (4AD, 2011)
- "Skinny Love" (Jagjaguwar, 2008)
- "For Emma" (Jagjaguwar, 2008)